# Landwind
Landwind (chinois : 陆风汽车 pinyin : Lùfēng litt. « Terre-vent ») est une marque automobile détenue par Jiangling Holdings (en), une coentreprise entre Aiways (à 50 %), la Jiangling Motors Corporation Group (en) (à 25 %) et Chang'an Automobile (à 25 %),.

## Histoire
Les origines de Landwind datent de 1998, date à laquelle le directeur général de Jiangling Motors Corporation Group (JMCG) d'alors, Sun Min, établit la Jiangling Lufeng Automobile Co., Ltd. Il voulait améliorer son entreprise et lui donner plus de d'indépendance par rapport à ses partenaires commerciaux Ford et Isuzu. Les modèles étaient censés être conçus par Lufeng, mais seraient manufacturés par Isuzu. Le projet est éventuellement abandonné dû à l'opposition de Ford. Les premiers modèles Landwind entrent néanmoins sur le marché en 2002 et en novembre 2004, la marque est relancée par Jiangling Holdings (en). Le Landwind X5 (en) débute au Salon automobile de Guangzhou en 2012.

## Modèles

### Modèles actuels
- Landwind X2
- Landwind Xiaoyao
- Landwind X5 Plus
- Landwind Rongyao
- Landwind X7
- Landwind X8

### Anciens modèles
- Landwind Forward
- Landwind Fashion
- Landwind X9
- Landwind X5
- Landwind X6